# Kudoa paralichtys
Kudoa paralichtys is een microscopische parasiet uit de familie Kudoidae. Kudoa paralichtys werd in 2003 beschreven door Cho & Kim. 